# 基氏大咽齒鯛
基氏大咽齒鯛，為輻鰭魚綱鱸形目隆頭魚亞目隆頭魚科的其中一種，分布於西太平洋區，從澳洲大堡礁至新喀里多尼亞海域，棲息深度5-55公尺，體長可達10公分，棲息在沙石混合區，生活習性不明，可作為觀賞魚。

## 擴展閱讀
維基物種上的相關：基氏大咽齒鯛